# Acherontiella cavernicola
Acherontiella cavernicola är en urinsektsart som först beskrevs av Tarsia in Curia 1941.  Acherontiella cavernicola ingår i släktet Acherontiella och familjen Hypogastruridae. Inga underarter finns listade i Catalogue of Life.